# Ібн Худ
Абу Абдаллах Мухаммад ібн Юсуф ібн Худ аль-Джудхамі (араб. محمد بن يوسف بن هود; д/н — 1238) — емір Мурсії, Кордови, Севільї, Малаги, Альмерії, Гранади.

## Життєпис
Ймовірно походив з династії Худидів, що колись панувала в Сарагоській тайфі. За часів Альмохадів обіймав якісь військові посади.
З 1224 року починається ослаблення влади Альмохадів на Піренейському півострові, чим вирішив скористатися Ібн Худ. 1227 року, коли Ідріс аль-Мамун, валі Севільї і фактичного Аль-Андалуса, залишив півострів, Ібн Худ повстав й до 1228 року підкорив усі володіння, окрім Бадахосу, володіння навколо якого поділили королівство Португалія і Леон. Також не вдалося зайняти Валенсію, де отаборився Заян ібн Марданіс.
Оголосив себе васалом аббасидського халіфа, прийнявши титули аміра аль-мумініна (еміра мусульман) та аль-Мутаввакіла («Того, хто покладається [на Бога]»). Столицею зробив м. Мурсія.
У 1231 року в запеклій битві біля Хересу зазнав важкої поразки від кастильського війська. В результаті було остаточно втрачено Бадахос. Ситуацію погіршило протистояння з Альмохадами, в яких Ібн Худ захопив Гібралтар. Того ж року повстав Мухаммад аль Галіб в Архоні, але Ібн Худ змусив його визнати свою владу, натомість надав йому титул еміра. У 1232 року війська Ібн Худа зайняли Сеути. Невдовзі повстав Ібн Махфуд в Ньєблі, а аль-Баясі відвоював для Альмохадів Севілью. 1234 року Ібн Худ придушив нове повстання аль-Галіба.
1235 року кастильські війська на чолі з королем Фернандо III рушили на Кордову. Тамтешній емір (намісник) Абу'л-Касим мусив погодитися сплатити 450 тис. мараведі. Але 1236 року раптовим нападом кастильці захопили Кордову. Того ж року владу в Севільї захопив Ібн Рашид, а 1237 року в Гранаді — аль-Галіб, що оголосив себе незалежним. 1238 року біля брами Альмерії Ібн Худа було вбито за наказом валі Ібн Рамімі. Лише в Мурсії залишилися правити нащадки Ібн Худа.